# Raimond van Marle
Valentin Raimond Silvain van Marle (L'Aia, 1887 – Perugia, 18 novembre 1936) è stato uno storico e storico dell'arte olandese specializzato nella storia medievale e pittura italiana, particolarmente attento alle relazioni sociologiche.
È meglio conosciuto per il suo monumentale studio in 19 volumi The Development of the Italian Schools of Painting, pubblicato dal 1923 al 1938. Ha pubblicato in olandese, francese, inglese e italiano.

## Biografia
Figlio di madre ungherese e di padre dalle lontane origini piccarde, da cui il cognome Marle, nel 1906 si trasferì a Parigi. Qui studiò presso l'École des chartes e all'École Pratique des Hautes Etudes. Nel 1910 si laureò Doctor-ès-Lettres alla Sorbona. I suoi primi scritti trattano della storia medievale olandese: nel 1908 pubblicò Le Comté de Hollande sous Philippe le Bon e nel 1916 pubblicò, in olandese, uno studio su Meister Eckhart (De mystieke leer van Meister Eckhart [Gli insegnamenti mistici di Meister Eckhart]).
Nel 1918 dopo essersi sposato si trasferì a Perugia in una villa presso al vicino paese di San Marco. Qui, potendo permettersi di vivere di rendita, si dedicò esclusivamente alle sue ricerche di storia dell'arte.
Da allora scrisse diversi studi sulla pittura italiana, collaborando anche con il Bollettino d'Arte e altre riviste specialistiche internazionali. È famoso soprattutto per la sua monumentale opera The Development of the Italian Schools of Painting, che ripercorre la storia della pittura italiana dal periodo romanico fino alla fine del Quattrocento. Iniziò quest'opera nel 1923 riuscendo a pubblicare 17 volumi dei 21 previsti quando morì improvvisamente nel 1936. Il lavoro fu proseguito da Frederick Mason Perkins e dalla vedova Charlotte van Marle, autrice anche dell'indice generale e del 19º volume. I primi due volumi vennero tradotti e pubblicati in italiano da Alba Buitoni nel 1938.
Altra sua opera rilevante è l'Iconographie de l'art profane au Moyen-Âge et à la Renaissance, et la décoration des demeures pubblicata in due volumi nel 1931-32. Quando morì aveva in preparazione altri due testi.
Per una combinazione di ostilità degli studiosi d'arte italiani nei confronti degli "intrusi" stranieri al tempo del fascismo e del crescente odio razziale, non venne sepolto a Perugia ma nella lontana Pozzale, frazione di Pieve di Cadore.

## Pubblicazioni
- (FR) Le Comté de Hollande sous Philippe le Bon., L'Aia, Martinus Nijhoff, 1908.
- (FR) Hoorn au Moyen Âge. Son histoire et ses institutions jusqu'au début du seizième siècle., L'Aja, Martinus Nijhoff, 1910.
- (NL) De mystieke leer van Meister Eckehart., Haarlem, J.W. Boissevain, 1916.
- (FR) Recherches sur l'iconographie de Giotto et de Duccio., Strasburgo, J.H.E. Heitz, 1920.
- (FR) Simone Martini et les peintres de son école., Strasburgo, J.H.E. Heitz, 1920.
- (FR) La peinture romaine au Moyen Âge. Son développement du sixième jusqu'à la fin du treizième siècle., Strasburgo, J.H.E. Heitz, 1921.
- (EN) The Development of the Italian Schools of Painting. 19 vols., L'Aja, Martinus Nijhoff, 1923-38.
  - traduzione italiana dei primi due volumi  Le scuole della pittura italiana. 2 vols., traduzione di Alba Buitoni., Martinus Nijhoff/Alfieri & Lacroix, 1938.
- (FR) Iconographie de l'art profane au Moyen-Âge et à la Renaissance, et la décoration des demeures. 1. La vie quotidienne. 2. Allégories et symboles., L'Aja, Martinus Nijhoff, 1931-32.